# SG Prag
Die SG Prag war ein kurzlebiger deutscher Sportverein im damals vom Deutschen Reich besetzten Prag.

## Geschichte

### Fußball
Ab der Saison 1943/44 trat die Fußball-Abteilung der SG in der Gauliga Böhmen-Mähren an und belegte dort am Ende der Saison den dritten Platz.  Mit zwar einem Spiel mehr als der führende LSV Prag-Gbell oder der Vizemeister NSTG Budweis, erreichte die Mannschaft am Ende der Saison nur 8:8 Punkte und eine im Vergleich zu den Plätzen davor magere Torquote pro Spiel von 1,80. Zur Saison 1944/45 wurde die Mannschaft in die neue Gruppe Böhmen eingeteilt. Durch den fortgeschrittenen Zweiten Weltkrieg konnte aber kein Spielbetrieb mehr aufgenommen werden. Nach dem Kriegsende wurde Böhmen wieder ein Teil der damaligen Tschechoslowakei und der Verein wurde aufgelöst.

### Handball
Im Dezember 1943 siegte die SG über Bölcke-Possnitz und wurde damit Meister von Böhmen-Mähren. Im Kader der Meistermannschaft stand auch der damals amtierende Kugelstoßmeister Josef Bongen. Beim Prager Hallen-Handballturnier im Februar 1944 scheiterte die Mannschaft in der Zwischenrunde am späteren Sieger der SG Berlin mit 8:9. Zur Halbzeit führte die Mannschaft dabei noch knapp mit 4:3. Zur 2. Ausscheidungsrunde der Deutschen Feldhandball-Meisterschaft 1943/44 traf die Mannschaft zuhause auf den LSV Oschatz, scheiterte dort jedoch mit 6:8.

### Leichtathletik
Bei der deutschen Leichtathletik-Meisterschaft 1943 erlangte der für die SG startende Josef Bongen die Goldmedaille im Kugelstoßen über eine Weite von 15,29 m.